# White Boys Blue
White Boys Blue sind ein ehemaliges australisches „Kunstavantgarde-Performance-Duo“.  Einziger fester Bestandteil ihrer Kunst ist die Einbindung eines DJ-Sets.

## Bandgeschichte
Die beiden Mitglieder „White Boy One“ und „White Boy Two“ lernten sich 1975 während des Studiums beim „Australian Institute of Architects“ in North Queensland kennen. 1979 fand ihre erste Performance unter dem Namen „White Boys Blue“ statt. Ähnlich wie die kalifornische Avantgarde-Band „The Residents“, hielten sie ihre Identitäten stets geheim. 1983 kam es zu einer Zusammenarbeit der beiden Gruppen; am Residents-Livealbum „The Mole Show Live at The Roxy“ waren die WBB bei dem Titelsong mit einem Live-Scratch-Solo beteiligt.
1989 steuerten WBB die Musik zum Film „Major League“ bei. Das Plakat des Films zitierte das Markenzeichen der Band, den sogenannten „White Boy Head“, ein Baseball mit Irokesenkamm und R.B.-Brille.
1992 wurden White Boys Blue von Jan Hoet zur Documenta IX in Kassel eingeladen. Die Gruppe führte dort eine kakophonische Performance von Lou Reeds „Metal Machine Music“  mittels 17 hintereinander geschalteter Plattenspieler auf.

## Rückzug aus der Öffentlichkeit
Nach ihrem Abschiedsauftritt 1994 im Ko´olau Center auf Oʻahu/Hawaii erklärten White Boy One und White Boy Two ihre Karriere für „stillgelegt“ (WBO: „We are silent!“) 
Drummond und Carter nahmen 1994 den Dokumentarfilm „Watch The K Foundation Burn a Million Quid“ auf, in dem sie eine Million britische Pfund in 50-Pfund-Noten verbrannten.